# آندرئاس ماتسباخر
آندرئاس ماتسباخر (آلمانی: Andreas Matzbacher; ۷ ژانویهٔ ۱۹۸۲ – ۲۴ دسامبر ۲۰۰۷) دوچرخه‌سوار اهل اتریش بود.